# Холмс, Фредерик Лоуренс
Фредерик Лоуренс Холмс (Frederic Lawrence Holmes; 6 февраля 1932 г., Цинциннати, Огайо — 27 марта 2003 г., Нью-Хейвен, Коннектикут) — американский историк науки и медицины. Доктор философии (1962), профессор Йеля, член Американского философского общества (2000). Один из наиболее известных трудов — двухтомное исследование, посвященное Хансу Кребсу (1991 и 1993).

## Биография
Окончил Массачусетский технологический институт (бакалавр количественной биологии, 1954), затем отправился в Гарвард изучать историю, что прервали два года службы в ВВС. Затем вернулся в Гарвард, занялся историей науки, получил там степени магистра истории (1958) и доктора философии (1962) — с диссертацией о Клоде Бернаре и концепции внутренней среды. После двух лет преподавания в Массачусетском технологическом институте, стал ассистент-профессором кафедры истории науки и медицины Йеля, с 1968 года ассоциированный профессор. В 1972 году перешел заведующим кафедрой в Университет Западного Онтарио. В 1977 году возвратился в Йель как фул-профессор и заведующий секцией истории медицины школы медицины (занимал этот пост с 1977 по 2002 год). С 1985 года именной профессор (Avalon Professor) истории медицины. В 1982-1987 годах мастер Jonathan Edwards College. В 1981-1983 годах президент Общества историков науки. Фелло Американской академии искусств и наук (1994). Умер после долгой болезни, от рака. Был женат, супруга Harriet Vann Holmes скончалась в 2000-м году. Остались три дочери и партнерша Petra Gentz-Werner из Берлина.
Автор шести книг.

### Награды и отличия
- Schumann Prize[англ.] (1962)
- Pfizer Award[англ.] (1975)
- Welch Medal, American Association for the History of Medicine[англ.] (1978)
- Dexter Award, Американское химическое общество (1994)
- George Sarton Medal[англ.] (2000)

## Основные труды
- «Claude Bernard and Animal Chemistry» (1974)
- «Lavoisier and the Chemistry of Life» (1985)
- «Hans Krebs: The Formation of a Scientific Life, 1900—1933» (1991)
- «Hans Krebs: Architect of Intermediary Metabolism, 1933—1937» (1993)
- «Antoine Lavoisier The Next Crucial Year: Or, The Sources of His Quantitative Method in Chemistry» (1997)
- «Meselsohn, Stahl, and the Replication of DNA: A History of The Most Beautiful Experiment in Biology» (2001)